# نرساي
مار نرساي (بالسريانية: ܢܪܣܝ)، كان أحد أهم الشعراء واللاهوتيين السريان ويعد بالإضافة إلى يعقوب السروجي وأفرام السرياني من أهم الأعلام في تاريخ المسيحية السريانية. وبالرغم من اندثار وضياع معظم أعماله إلى أن تأثيره لا يزال قويا في الليتورجية السريانية الشرقية الخاصة بكنيستي المشرق الآشورية والكنيسة الكلدانية.
ولد مار نرساي ب-«عين دولبا» بمقاطعة «ملطة» بمحافظة دهوك حاليا، وقد فقد والديه وهو صغير فدعاه عمه إلى الالتحاق بدير بالقرب من بيث زبداي ودرس بمدرسة الرها اللاهوتية فأصبح رئيسا لها غير أن خلافا مع أسقف المدينة دعاه إلى الرحيل إلى نصيبين حيث أعاد تأسيس مدرسة نصيبين بمعية أسقفها بار صوما. وعندما أمر الإمبراطور البيزنطي بإغلاق مدرسته القديمة سنة 489, التحق طلابها بمار نرساي لتصبح مدرسته الأشهر بين السريان. توفي مار نرساي بنصيبين ودفن بالكنيسة التي تحمل اسمه بها.